# Parteni II
Parteni II (en grec Παρθένιος Β') va ser patriarca de Constantinoble dues vegades, la primera de l'any 1644 al 1646 i la segona del 1648 al 1651. Va iniciar el seu primer mandat després de Parteni I.
Havia nascut a Ioànnina, on va ser hieromonjo i després metropolità. Parteni I el va nomenar metropolità d'Adrianòpolis (1639-1644). Vivia a Constantinoble, on va entrar en contacte amb els seguidors del patriarca Ciril Lucaris. El 8 de setembre de 1644 va ser elegit patriarca recolzat pels seguidors de Lucaris.
Pel mes de novembre de 1646 els seus oponents van aconseguir de deposar-lo i el van exiliar a Xipre. Mentre el traslladaven a l'illa va aconseguir d'escapolir-se i es va refugiar a Iași, on va estar-s'hi durant dos anys. El 29 d'octubre de 1648 va ser reelegit patriarca, i durant els tres anys del segon patriarcat va canviar de política, probablement per millorar les finances del Patriarcat. Es va acostar als catòlics, separant-se del sector calvinista defensat pels seguidors de Lucaris, i l'any 1649 va escriure a Ferran III del Sacre Imperi Romanogermànic per demanar-li ajuda contra ells, cooperant amb els seus ambaixadors a Constantinoble.
Es va trobar amb enemics per totes les bandes i no se'n va poder sortir. A la primavera de 1651, els jesuïtes, amb el suport dels governants de Valàquia i Moldàvia, van persuadir al sultà Mehmet IV d'entrar en negociacions secretes amb els russos. El 16 de maig va ser detingut pels geníssers, que el van estrangular i el van llançar al Bòsfor. Els seus fidels van recollir les seves restes i les van enterrar al monestir de Kamariotissa a Heybeliada, a les Illes dels Prínceps.